# Баранчик (посуд)

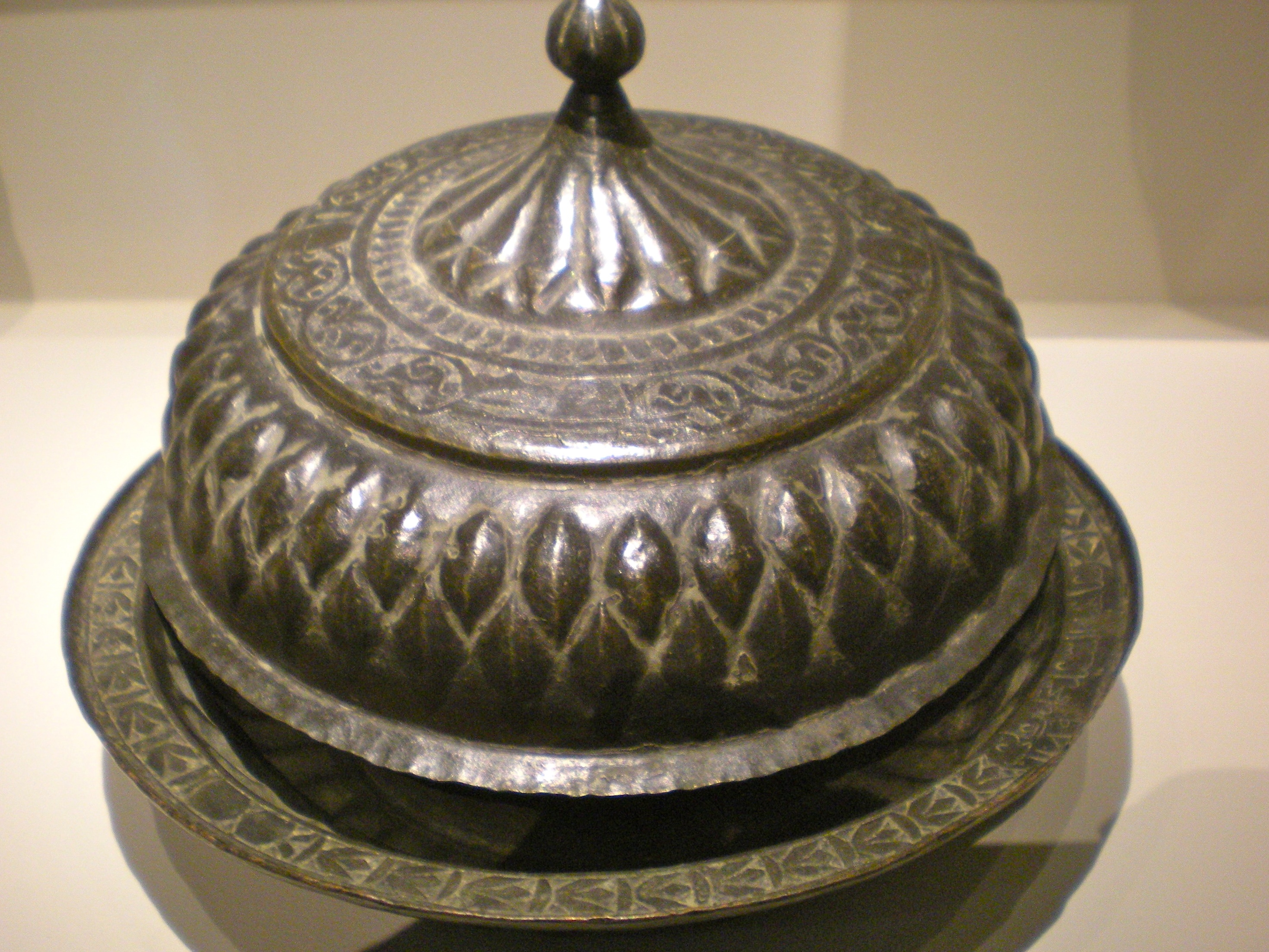
Накрите блюдо XII століття (Туніс)

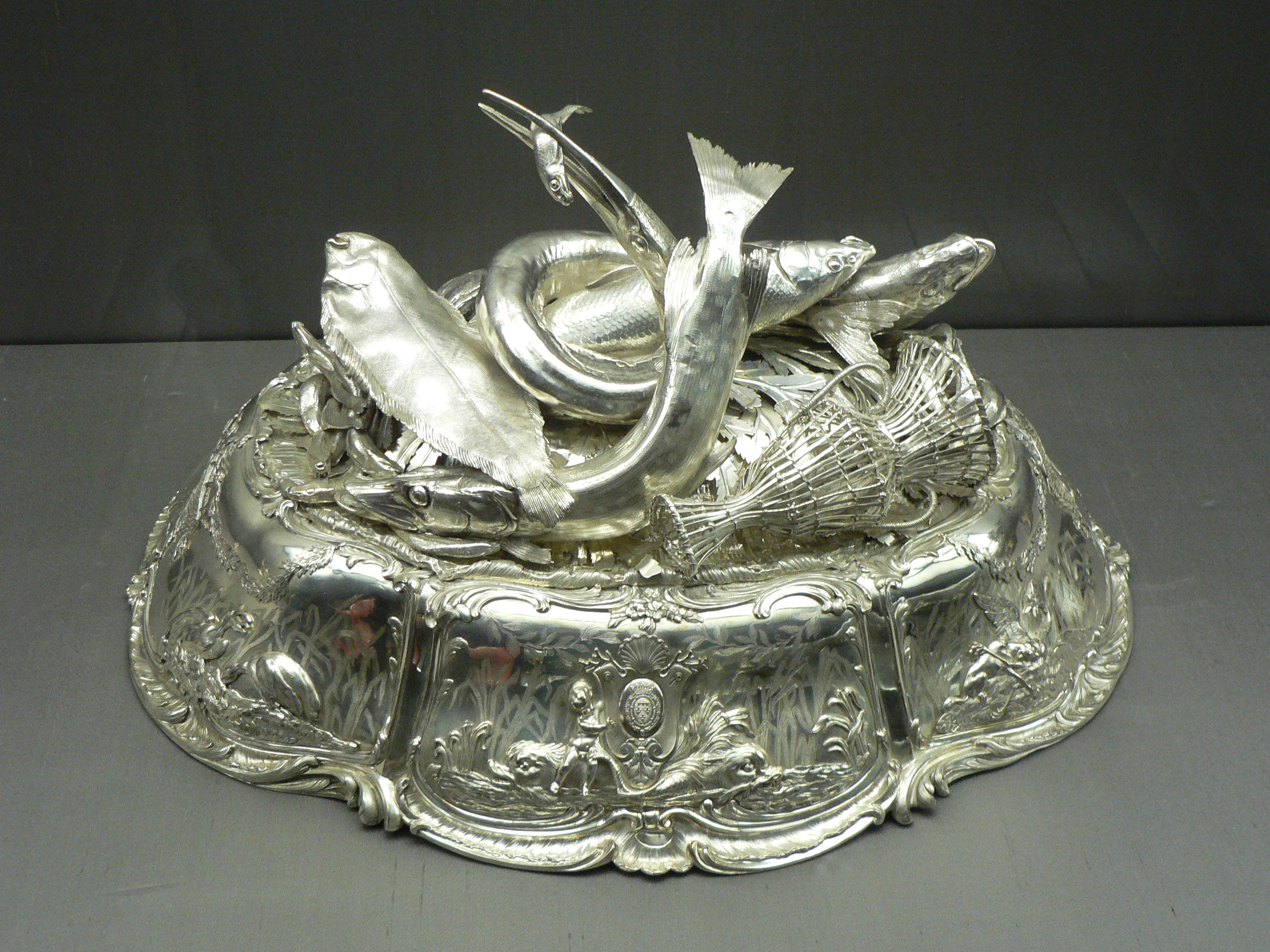
Овальний срібний баранчик XVIII сторіччя

Баранчик (клош, фр. cloche — «дзвін») — посуд для подачі гарячих других страв у вигляді плоскої металевої тарілки або овальної з кришкою у формі дзвона.
У ресторанах баранчики використовують офіціанти для отримання з роздачі та збереження температури готових страв. У баранчиках овальної форми переміщують страви з м'яса птиці, риби та дичини в соусі, а також відварені та припущені рибні страви, у круглих — овочеві страви в соусі або млинці. Баранчики зазвичай виготовляють з мельхіору або нержавійної сталі, овальні баранчики можуть вміщувати до чотирьох або шести порцій.